# Рубіжненська сільська рада
Рубі́жненська сільська́ ра́да — адміністративно-територіальна одиниця та орган місцевого самоврядування у Вовчанському районі Харківської області. Адміністративний центр — село Рубіжне.

## Загальні відомості
- Рубіжненська сільська рада утворена в 1919 році.
- Територія ради: 58,145 км²
- Населення ради: 964 особи (станом на 2001 рік)
- Територією ради протікає річка Сіверський Донець.

## Населені пункти
Сільській раді підпорядковані населені пункти:
- с. Рубіжне
- с. Байрак
- с. Варварівка
- с. Верхній Салтів
- с. Замулівка
- с. Українка

## Склад ради
Рада складається з 12 депутатів та голови.
- Голова ради: Долина Катерина Василівна
- Секретар ради: Чатченко Лідія Василівна

### Керівний склад попередніх скликань
| Прізвище, ім'я, по батькові | Основні відомості                                                         | Дата обрання | Дата звільнення |
| --------------------------- | ------------------------------------------------------------------------- | ------------ | --------------- |
| Маркова Катерина Іванівна   | Сільський голова, 1948 року народження, освіта вища, позапартійна         | 26.03.2006   | 31.10.2010      |
| Маркова Катерина Іванівна   | Сільський голова, 1948 року народження, освіта вища, член Партії регіонів | 31.10.2010   |                 |
| Долина Катерина Василівна   | Сільський голова, 1970 року народження, освіта вища, позапартійна         | 31.10.2010   | 25.10.2015      |

Примітка: таблиця складена за даними сайту Верховної Ради України

###### Депутати сільської ради
1. Пономарьова Світлана Миколаївна — округ № 1 (вул. Центральна № 1-68)
2. Стробикіна Антоніна Миколаївна — округ № 2 (вул. Леніна № 69-117), вул. Озерна
3. Голуб Олена Миколаївна — округ № 3 (вул. Лісового)
4. Харківщенко Надія Михайлівна — округ № 4 (вул. Фролова, вул. Лазарєва, вул. Зарічна, вул. Зелена, вул. Пітомнік)
5. Чатченко Лідія Василівна — округ № 5 (пров. Дачний, вул. Горбатова № 1-57)
6. Бардаков Олександр Олександрович — округ № 6 (вул. Горбатова № 58-103)
7. Товкайло Валентина Олександрівна — округ № 7 (пров. Лісний, вул. Харківська)
8. Саратов Валерій Миколайович — округ № 8 (пров. Шкільний, вул. Кириліна)
9. Шамрай Ірина Федорівна — округ № 9 (пров. Васькіна)
10. Краснощок Сергій Миколайович — округ № 10 (с. Байрак, с. Варварівка)
11. Батуліна Любов Анатоліївна — округ № 11 (с. Жовтневе, с. Українка)
12. Бєлаєв Володимир Дмитрович — округ № 12 (с. Верхній Салтів)

### Виконком сільської ради
- Долина Катерина Василівна — голова виконкому
- Чатченко Лідія Василівна — секретар виконкому

Члени виконкому:
- Скотаренко Юрій Миколайович
- Зозуля Сергій Леонідович
- П'янова Любава Валентинівна
- Заплаткіна Ольга Миколаївна
- Момот Леонід Миколайович
- Таволжанська Алла Вікторівна
- Гудименко Наталя Миколаївна
- Бревенко Надія Сергіївна
- Письменюк Любовь Вікторовна
- Томьев Роман Васильович
- Гармаш Михайло Вікторович
- Лялюк Тетяна Дмитрівна

### Апарат виконавчого комітету
- ЧАТЧЕНКО ЛІДІЯ ВАСИЛІВНА — секретар
- САРАТОВА ВІКТОРІЯ ВОЛОДИМИРІВНА — землевпорядник
- ПОНОМАРЬОВА СВІТЛАНА МИКОЛАЇВНА — бухгалтер

За результатами місцевих виборів 2010 року депутатами ради стали:

#### За суб'єктами висування
| Суб'єкт висування            | Кількість обраних депутатів | %    |
| ---------------------------- | --------------------------- | ---- |
| Партія регіонів              | 11                          | 68,8 |
| Комуністична партія України  | 4                           | 25   |
| Соціалістична партія України | 1                           | 6,3  |

#### За округами
| № округу                     | Прізвище, ім'я, по батькові      | Дата визнання обраним | Освіта             | Партійна приналежність             | Відомості про обраного депутата                     |
| ---------------------------- | -------------------------------- | --------------------- | ------------------ | ---------------------------------- | --------------------------------------------------- |
| Комуністична партія України  |                                  |                       |                    |                                    |                                                     |
| 5                            | Шуліка Василь Борисович          | 03.11.2010            | середня            | позапартійний                      | Трайгон Фармінг Харків, водій                       |
| 7                            | Пасинок Сергій Васильович        | 03.11.2010            | середня            | позапартійний                      | тимчасово не працює                                 |
| 12                           | Швайко Олена Юріївна             | 03.11.2010            | середня спеціальна | позапартійна                       | тимчасово не працює                                 |
| 14                           | Горєва Ніна Григорівна           | 03.11.2010            | середня спеціальна | позапартійна                       | пенсіонер                                           |
| Партія регіонів              |                                  |                       |                    |                                    |                                                     |
| 1                            | Портянко Єлизавета Василівна     | 03.11.2010            | середня спеціальна | позапартійна                       | пенсіонер                                           |
| 2                            | Нежута Тетяна Миколаївна         | 03.11.2010            | середня спеціальна | позапартійна                       | Рубіжненська сільська рада, секретар                |
| 4                            | Долина Катерина Василівна        | 03.11.2010            | вища               | член Партії регіонів               | Рубіжненська загальноосвітня школа, вчитель         |
| 6                            | Лялюк Тетяна Дмитрівна           | 03.11.2010            | вища               | член Партії регіонів               | Рубіжненське відділення зв'язку, завідувачка        |
| 8                            | Тахтаджиєва Наталя Миколаївна    | 03.11.2010            | середня спеціальна | член Партії регіонів               | Рубіжненська загальноосвітня школа, вчитель         |
| 9                            | Харківщенко Надія Михайлівна     | 03.11.2010            | вища               | член Партії регіонів               | Рубіжненська загальноосвітня школа, вчитель         |
| 10                           | Товкайло Валентина Олександрівна | 03.11.2010            | середня            | член Партії регіонів               | Філія ТВБВ 100\093 ВАТ «Ощадбанк», касир            |
| 11                           | Саратова Вікторія Володимирівна  | 03.11.2010            | середня            | позапартійна                       | Рубіжненська сільська рада, спеціаліст II категорії |
| 13                           | Гончарова Поліна Миколаївна      | 03.11.2010            | середня спеціальна | член Партії регіонів               | ПП «Роксолана», продавець                           |
| 15                           | Печенізький Володимир Іванович   | 03.11.2010            | середня            | член Партії регіонів               | пенсіонер                                           |
| 16                           | Кравченко Людмила Дмитрівна      | 03.11.2010            | середня            | член Партії регіонів               | пенсіонер                                           |
| Соціалістична партія України |                                  |                       |                    |                                    |                                                     |
| 3                            | Бревенко Надія Сергіївна         | 03.11.2010            | середня спеціальна | член Соціалістичної партії України | Рубіжненський ФП, медична сестра                    |